# 劳巴赫
劳巴赫（德語：Laubach，發音：[ˈlaʊbax] ⓘ）是德国黑森州吉森行政区吉森县的城市，面积97.01平方千米，2023年12月31日人口为9,775人。